# 5778 (année hébraïque)
5778 (hébreu : ה'תשע"ח , abbr. : תשע"ח) est une année hébraïque qui a commencé à la veille au soir du 21 septembre 2017 et s'est finie le 9 septembre 2018. Cette année a compté 354 jours. Ce fut une année simple dans le cycle métonique, avec un seul mois de Adar. Ce fut la troisième année depuis la dernière année de chemitta.
En l'an 5778, l'État d'Israël a fêté ses 70 ans d'indépendance.

## Calendrier
Ce calendrier hébraïque de l'année 5778 donne les correspondances avec les dates du calendrier grégorien.
Le premier nombre dans chaque case correspond au jour du mois hébraïque. Les jours en couleurs sont des jours remarquables juifs ou israéliens.
| ◄◄ | 5778 | ►► |

## Événements
- Attentat du 31 octobre 2017 à Manhattan
- Fusillade de l'église de Sutherland Springs
- Bataille d'Aden (2018)
- Éclipse lunaire du 27 juillet 2018

## Décès
- Ali Abdallah Saleh
- Aharon Leib Shteinman
- Haim Gouri
- Henri de Laborde de Monpezat
- Irena Szewińska
- Uri Avnery
- Josy Eisenberg

5773 - 5774 - 5775 - 5776 - 5777 - 5778 - 5779 - 5780 - 5781 - 5782 - 5783